# Josef Šimůnek (sochař)
Josef Šimůnek (25. dubna 1926 Louny – 18. října 2002 Louny) byl český sochař, restaurátor a grafik.

## Životopis
Studoval na Odborné škole pro řezbáře v Praze u profesorů Václava Markupa a Františka Kmenta. Poté v letech 1945–1950 na Vysoké škole uměleckoprůmyslové v Praze u profesorů Jana Laudy, Josefa Malejovského a Josefa Wagnera.
Působil jako odborný pracovník muzea v Lounech a v letech 1953–1970 byl jeho ředitelem.
Ve vlastní tvorbě se věnoval sochařství od malých dřevěných misek až po konstruktivní nebo figurální plastiky větších rozměrů. Dále tvorbě porcelánu a keramiky, restaurátorství a drobné grafice. Ve svých dílech se zaměřuje na účinky transformace světla a stínu a další techniky týkající se prostoru a objemu. Dohromady s Miroslavem Zentnerem restaurovali spoustu soch v severočeském kraji. Během své profesní kariéry uspořádal několik samostatných výstav.
Autor byl členem skupiny ČFVU.
Je zastoupen v Severočeské galerii výtvarného umění v Litoměřicích, Galerii Benedikta Rejta v Lounech a Galerii Lázně v Liberci.
V roce 2006 mu byl in memoriam udělen titul Čestný občan města Loun.

## Dílo
- Fontána Pět pramenů, keramika, Louny[1]
- Pomník K. Aksamita v Toužetíně u Loun[1]
- Sochy a reliéf Akcent pro kavárnu Luna v Mostě[1]
- Plastika Harmonie, škola v Lounech[1]
- Reliéfy Plameňáci, jesle v Litvínově[1]
- Kout dětských her, dřevo, Hamr u Litvínova[1]
- Mříž pro kancelář ředitele Severočeských lesů v Teplicích[1]
- Keramický reliéf Matka, Jirkov u Chomutova[1]
- Dřevěné reliéfy, kino v Benešově nad Ploučnicí[1]

## Ocenění
- Čestný občan města Loun[3]